# Nevėžis
 Ovo je glavno značenje pojma Nevėžis. Za druga značenja pogledajte Nevėžis (razdvojba).
Nevėžis je rijeka u središnjem dijelu Litve, šesta je najduža litvanska rijeka.
Duga je 208,6 kilometara, a teče samo u granicama Litve. Nevėžis je druga najduža rijeka, nakon Šventoji, čiji se tok u cijelosti nalazi u Litvi. Izvire u općini Anykščiai odakle teče prema sjeverozapadu do Panevėžysa gdje okreće prema jugozapadu. Zatim protječe kroz Kėdainiai, a u Njemen se ulijeva kod Raudondvarisa, zapadno od Kaunasa.

## Vanjske poveznice
|  | Zajednički poslužitelj ima još gradiva o temi Nevėžis |